# Strada statale 33 del Sempione
La strada statale 33 del Sempione (SS 33) è una strada statale italiana che collega Milano col valico di Iselle e la Svizzera.

## Storia

L'antico ospizio Sant'Erasmo a Legnano, una delle stazioni sosta della via Romana medievale

Probabilmente già in epoca romana esisteva un percorso viario che seguiva a grandi linee il tracciato dell'attuale strada statale 33 del Sempione, avvalorato dalla presenza di un'epigrafe situata nei pressi di Vogogna, datata all'anno 196, che si riferisce alla realizzazione o riparazione di una strada, la quale ha fatto ipotizzare nel corso dell'Ottocento che l'imperatore Settimio Severo avesse fatto costruire una via romana che giungesse fino a Domodossola da Mediolanum (Milano) e che addirittura varcasse il confine. Questa è stata quindi battezzata Via Settimia. Comunque, nonostante la diffusione di questa storia, la scarsità dei ritrovamenti e la mancanza di fonti scritte non hanno permesso di accertare tale ipotesi pur essendo molto probabile.
Il tracciato della strada, dopo l'abbandono dovuto alle invasioni barbariche, venne ripreso nel Medioevo. Durante questo periodo il percorso identificava una delle vie romee, percorse dai pellegrini che erano diretti a Milano.
Tra il 1801 e il 1805 Napoleone Bonaparte fece costruire ad opera dell'ingegnere Nicolas Céard una strada moderna che valicasse agevolmente il passo del Sempione raggiungendo Milano. L'obiettivo era quello di aprire un passaggio alla sua artiglieria.

## Percorso
L'odierno asse viario della statale del Sempione ha origine a Pero, all'allacciamento con la tangenziale nord di Milano, nonostante il conteggio dei chilometri riprenda ancora quello fissato dall'Azienda autonoma statale della strada in epoca fascista, che includeva il percorso da Milano seguendo il tracciato dell'attuale corso Sempione, procedendo poi su viale Certosa, via Gallarate, sino a giungere in prossimità dell'abitato di Pero, oggi completamente declassato a strada urbana. Da Pero ha inizio il tracciato gestito dall'ANAS, che attraversa in successione i territori comunali di Rho (di cui evita il centro tramite una variante a doppia carreggiata), Lainate, Pogliano Milanese, Nerviano, Parabiago, San Vittore Olona, Legnano e Castellanza (intersecando al confine con Legnano la strada statale 527 Bustese, che va da Monza fino ad Oleggio).
Lambito il territorio comunale di Olgiate Olona la statale del Sempione attraversa la periferia nord-est di Busto Arsizio, supera lo svincolo che la mette in relazione con la superstrada SS 336 dell'Aeroporto della Malpensa passando poi per Gallarate, Casorate Sempione, un brevissimo tratto di Arsago Seprio, Somma Lombardo, Vergiate (ove interseca la strada provinciale 17 detta del Buon Cammino, che porta a Varese) e Sesto Calende (località in cui nel 1882 venne costruito l'imponente ponte di ferro, sostitutivo del precedente in legno, sia stradale che ferroviario, per oltrepassare il fiume Ticino). Una parte di tale tratto ospitò, fra il 1880 e il 1966, il binario della tranvia Milano-Gallarate gestita dalla STIE.
Superato il Ticino la strada prosegue in Piemonte (provincia di Novara), in cui entra alla progressiva chilometrica 56,006, sfiorando Castelletto sopra Ticino (centro in cui intercetta la strada statale 32 Ticinese), Dormelletto e attraversando la cittadina di Arona (qui interseca la ex strada statale 142 Biellese, che porta a Biella).
Da questo punto in poi il traffico è decisamente ridotto (se si esclude il periodo estivo); i centri successivi sono Meina, Solcio di Lesa, Lesa, Belgirate (ove inizia la provincia del Verbano-Cusio-Ossola), la località turistica di Stresa, Baveno, Feriolo di Baveno e qui rientra nell'entroterra nella val d'Ossola. Il centro successivo è Gravellona Toce, dove incrocia la strada statale 34 del Lago Maggiore, che porta a Verbania, Cannobio e in Svizzera a Locarno. Sempre a Gravellona Toce si attesta l'interconnessione con la strada statale 229 del Lago d'Orta. Giunti poi alle porte di Ornavasso si abbandona il vecchio tracciato in favore del nuovo, sotto forma di ampia superstrada a doppia carreggiata.

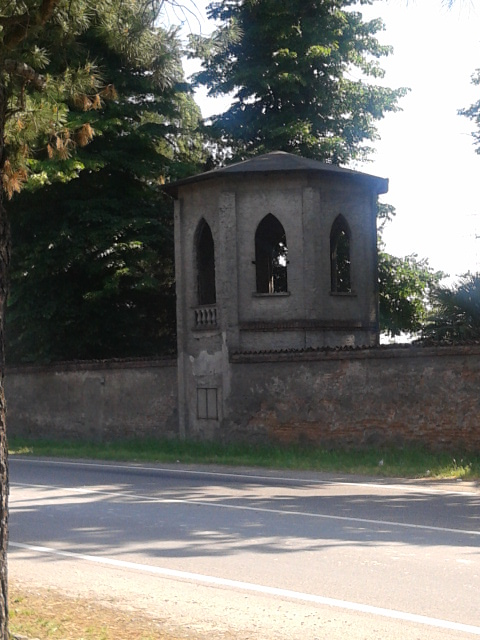
Strada statale del Sempione, torretta ornamentale a Costa San Lorenzo, sul confine tra i comuni di Parabiago e Nerviano

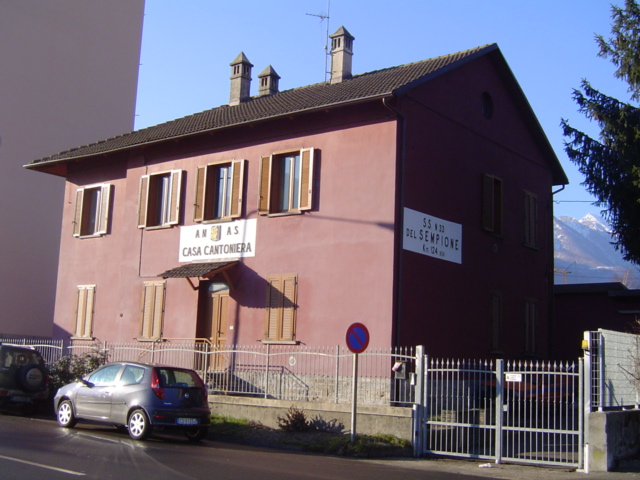
Casa cantoniera ANAS a Domodossola, su vecchio tracciato SS 33 del Sempione.

I centri successivi, attraversati però soltanto dal vecchio tracciato della statale (ora denominato strada provinciale 166 della Val d'Ossola), sono Mergozzo, Ornavasso, Premosello-Chiovenda, Vogogna, Piedimulera, Pallanzeno, Villadossola fino a giungere alla città di Domodossola, il più importante centro abitato e capoluogo della vallata. Oltrepassata Domodossola si entra nel territorio comunale del vicino paese di Crevoladossola (da cui comincia la strada statale 659 che porta in Val Formazza, alla grandiosa Cascata del Toce), ove termina la val d'Ossola e la via del Sempione sale verso ovest, per la stretta Val Divedro.
Giunti in Val Divedro il vecchio tracciato si ricongiunge alla superstrada. Essa attraversa i paesi della valle: il primo centro è Varzo e poi, salendo per una valle sempre più stretta e con una strada più tortuosa, affiancata da cascine diroccate e case cantoniere abbandonate, si sfiora Trasquera, ed infine le sue piccole frazioni di Iselle e Paglino, in cui si trova il confine di Stato di Iselle.
Qui, al km 144, termina la strada ed entrati in Svizzera, nel Canton Vallese (VS), inizia la strada principale 9. Una decina di chilometri più avanti vi è il piccolo villaggio che dà nome all'intero passo: Sempione (Simplon Dorf). Dopo altri 10 km circa, salendo ancora, c'è il passo del Sempione (2005 metri); da lì la strada inizia la discesa fino ad arrivare a Briga, nella valle del Rodano.

### Superstrada Ornavasso-Trasquera
Da Ornavasso a Iselle di Trasquera il nuovo tracciato della strada statale 33 del Sempione è una superstrada che porta la classificazione di strada europea (E62) ed è la prosecuzione dell'autostrada A26 verso nord.
La strada del Sempione risulta classificata come una strada extraurbana secondaria (tipo C). Nel tratto da Ornavasso a Crevoladossola sono in vigore i divieti di circolazione per ciclisti e veicoli di bassa cilindrata tipici delle superstrade, mentre nel tratto recentemente aperto al traffico da Crevoladossola a Iselle non vi sono attualmente restrizioni al traffico. La tratta da Ornavasso fino alla prima uscita per la città di Domodossola è a doppia carreggiata con 2 corsie per senso di marcia, mentre il restante tratto è a carreggiata unica, ma molto scorrevole ed è consentito in più punti il sorpasso.
La prima tratta di detta variante, quella da Ornavasso a Domodossola fu realizzata già nel 1985 (quando ancora l'A26 non giungeva a Ornavasso, poiché venne ultimata quest'ultima nel 1995), mentre la seconda tratta fino a Varzo venne aperta al traffico intorno al 1990 e l'ultima fino a Iselle, comprendente il lungo viadotto che evita il centro abitato di Varzo, venne inaugurata solo nel 2007.
Il chilometraggio è progressivo, calcolato a partire dal termine dell'autostrada A26, dove si riunisce alla progressiva della strada statale 33 del Sempione vecchia, partendo dal km 95+000.
Percorso
| del Sempione Tratto Ornavasso-Iselle | |       |           |                |
| Tipo                                 | Indicazione | km    | Provincia | Strada europea |
|                                      | Autostrada dei Trafori | 95,0  | VB        |                |
|                                      | Ornavasso della Val d'Ossola | 95,0  | VB        |                |
|                                      | Mergozzo del Lago di Mergozzo Lago di Mergozzo                                                                                            | 98,8  | VB        |                |
|                                      | Premosello-Chiovenda della Val d'Ossola Parco Nazionale della Val Grande                                                                  | 101,0 | VB        |                |
|                                      | Anzola di Pieve Vergonte | 103,9 | VB        |                |
|                                      | Pieve Vergonte di Pieve Vergonte: Megolo, Rumianca Vogogna-Pieve Vergonte: Vogogna Area industriale                                       | 110,4 | VB        |                |
|                                      | Piedimulera - Vogogna della Val d'Ossola: Pallanzeno di Macugnaga: Valle Anzasca, Macugnaga Monte Rosa                                    | 113,0 | VB        |                |
|                                      | Area servizio "Villadossola" | 118,0 | VB        |                |
|                                      | Villadossola Villadossola-Beura della Val d'Ossola di Valle Antrona: Valle Antrona                                                        | 118,4 | VB        |                |
|                                      | Domodossola sud solo ingresso direz. Milano, uscita direz. Sempione e Milano della Val d'Ossola Sacro Monte di Domodossola                | 120,4 | VB        |                |
|                                      | Domodossola centro Ospedale di Domodossola di Valle Bognanco: Terme di Bognanco Domobianca                                                | 123,0 | VB        |                |
|                                      | Masera della Val Vigezzo Val Vigezzo, Santa Maria Maggiore Confine di Stato di Ponte Ribellasca, Locarno (CH)                             | 125,0 | VB        |                |
|                                      | Crevoladossola Montecrestese | 128,0 | VB        |                |
|                                      | Crodo di Valle Antigorio e Val Formazza Valle Antigorio, Val Formazza Parco Naturale dell'Alpe Veglia e dell'Alpe Devero Cascata del Toce | 128,5 | VB        |                |
|                                      | Crevoladossola solo ingresso direz. Sempione, solo uscita direz. Milano                                                                   | 131,0 | VB        |                |
|                                      | Varzo | 132,0 | VB        |                |
|                                      | Varzo San Domenico di Varzo Parco Naturale dell'Alpe Veglia e dell'Alpe Devero                                                            | 133,5 | VB        |                |
|                                      | - Iselle di Trasquera Confine di Stato di Iselle, Briga (CH)                                                                              | 138,0 | VB        |                |

## Strada statale 33 raccordo del Sempione
La strada statale 33 raccordo del Sempione (SS 33 racc) è una strada statale italiana. Dal 2001 al 2021 è stata classificata come strada provinciale con la denominazione di strada provinciale 167 Feriolo-Fondotoce (SP 167).

### Percorso
Funge da collegamento tra la strada statale 33 del Sempione e la strada statale 34 del Lago Maggiore. Ha inizio a Feriolo, nel comune di Baveno e prosegue fino a Fondotoce, nel comune di Verbania.

### Storia
In seguito al decreto legislativo n. 112 del 1998, dal 2001, la gestione è passata dall'ANAS alla Regione Piemonte, che ha provveduto all'immediato trasferimento dell'infrastruttura al demanio della Provincia del Verbano-Cusio-Ossola. La nuova denominazione è divenuta quindi strada provinciale 167 Feriolo-Fondotoce (SP 167).
Il 10 maggio 2021, in seguito alla promulgazione del DPCM 21.11.2019, è stata nuovamente riclassificata come strada statale e la competenza è tornata all'ANAS.